# Zeroになれ
『Zeroになれ』（ぜろになれ）は、1997年4月21日に発売された郷ひろみ73作目のシングル。

## 収録曲
1. Zeroになれ
  - 作詞:平出よしかつ／作曲:HAPPO／編曲:是永巧一
2. 幸せにできるから
  - 作詞:松井五郎／作曲:崎谷健次郎／編曲:山本健司
3. Zeroになれ（オリジナル・カラオケ）